# كيني ميني (مسلسل)
كيني ميني هو مسلسل كوميدي اجتماعي يمني، من إنتاج شركة الخيول للإنتاج الفني، وإخراج فضل العلفي، وتأليف محمد صالح الحبيشي. بطولة الفنانين عبد الكريم الأشموري وعادل سمنان ومنى الأصبحي وسحر الأصبحي ورضا الخضير ويحيى الحيمي وكضيوف شرف نبيل حزام يحيى إبراهيم. تم بثه على حلقات طوال شهر رمضان وصدر منه 5 أجزاء.